# All Red Line

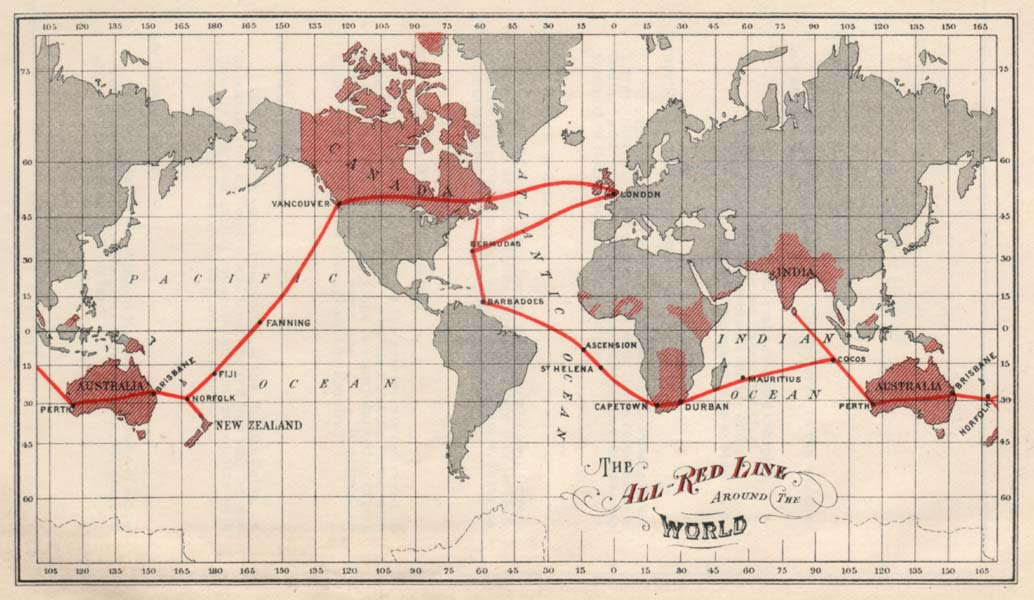
Mapa mostrando o All Red Line.

All Red Line foi o nome informal do sistema de telégrafos elétricos que ligou o Império Britânico. Foi inaugurado em 31 de outubro de 1902. O nome se devia ao fato de que, em muitos mapas políticos, o território do império era apresentando na cor vermelha.